# Plicanthus birmensis
Plicanthus birmensis är en bladmossart som först beskrevs av Franz Stephani, och fick sitt nu gällande namn av Rudolf Mathias Schuster. Plicanthus birmensis ingår i släktet Plicanthus och familjen Anastrophyllaceae. Inga underarter finns listade i Catalogue of Life.